# Банковский идентификационный код
Банковский идентификационный код, БИК — уникальный идентификатор банка, используемый в платежных документах (платёжное поручение, аккредитив) на территории России. Классификатор БИКов ведёт Центробанк РФ (Банк России).

## Описание
Банковский идентификационный код представляет собой совокупность знаков, уникальную в рамках платёжной системы Банка России, и имеет следующую структуру:

БИК присваивается Банком России и позволяет однозначно установить вид участия в платежной системе.
БИК имеет следующую структуру:
первый разряд слева отражает информацию об участии и виде участия в платежной системе и принимает следующие значения:
"0" - участник платежной системы с прямым участием;
"1" - участник платежной системы с косвенным участием;
"2" - клиент Банка России, не являющийся участником платежной системы;
второй - девятый разряды слева соответствуют идентификатору участника платежной системы и принимают значения от "00000001" до "99999999".
Прямому участнику, за исключением подразделения Банка России, БИК присваивается при открытии банковского (корреспондентского) счета (субсчета) Банком России.

Структура БИК и порядок ведения справочника определены в Приложении №5 к Положению ЦБ РФ N 732−П от 24.09.2020 г. «О платежной системе Банка России».